# Un vis (povestire)
„Un vis” (în germană Ein Traum) este o povestire scrisă de Franz Kafka și inclusă în volumul Un doctor de țară (în germană Ein Landarzt), publicat în decembrie 1919. Această povestire, legată de romanul Procesul prin protagonistul lor comun, Josef K., prezintă un vis fantezie al propriei morți, putând simboliza înțelegerea apropierii morții, dar și a încetării activității literare.
Prietenul autorului, Max Brod, a încercat să-l convingă pe Martin Buber să publice această proză scurtă ca o mostră de gândire evreiască în revistele evreiești din Praga. Povestirea a apărut pentru prima dată în decembrie 1916 în antologia colectivă Das jüdische Prag („Praga evreiască”, pp. 32-33; avea înscris pe copertă anul 1917), publicată de editorii ziarului săptămânal sionist Selbstwehr din Praga. A mai fost publicată apoi în Almanach der Neuen Jugend auf das Jahr 1917 (Berlin, 1917, pp. 72-74) și în cotidianul Prager Tagblatt (Praga, 6 ianuarie 1917, nr. 42), după care a fost inclusă în volumul Ein Landarzt: Kleine Erzählungen (München/Leipzig, 1919).

## Rezumat
Josef K. visează că într-o zi frumoasă ieșise să se plimbe prin oraș și ajunsese fără să-și dea seama într-un cimitir. Merge pe una dintre alei și zărește de departe un mormânt acoperit de curând. Atras în mod straniu, se îndreaptă către el și, ajuns acolo, zărește de cealaltă parte a movilei doi oameni care ridicau o piatră funerară, după care apare un al treilea, pe care-l recunoaște după îmbrăcăminte ca fiind un artist, care scrie cu un creion pe piatra de mormânt o inscripție cu litere aurite: „Aici zace...”. Omul se întoarce apoi spre Josef K. și lasă creionul să-i cadă, fiind iritat de atenția acestuia.
Ambii privesc încurcați unul la celălalt, iar clopotul mic al capelei cimitirului începe brusc să bată, deși nu era oră fixă, și este oprit de artist cu un gest în aer, dar după o clipă continuă iarăși să bată și apoi se oprește singur. În mod inexplicabil, Josef K. începe dintr-o dată să plângă cu fața în mâini și după ce se oprește îl vede pe gravor cum reușește să încrusteze cu greu litera „J” pe piatra funerară. Văzându-l pe artist cum lovește furios cu piciorul în pământul de pe mormânt, K. înțelege în cele din urmă că stratul subțire de pământ era doar o iluzie. El alunecă încet în mormântul adânc. „Dar, în vreme ce se prăbușea în adâncul acelui abis de nepătruns, cu gâtul încă întins, își zări acolo sus numele desenându-se ca-ntr-o străfulgerare, cu imense arabescuri încrustate în piatră. Încântat de acest spectacol, se trezi.”

## Scriere și publicare

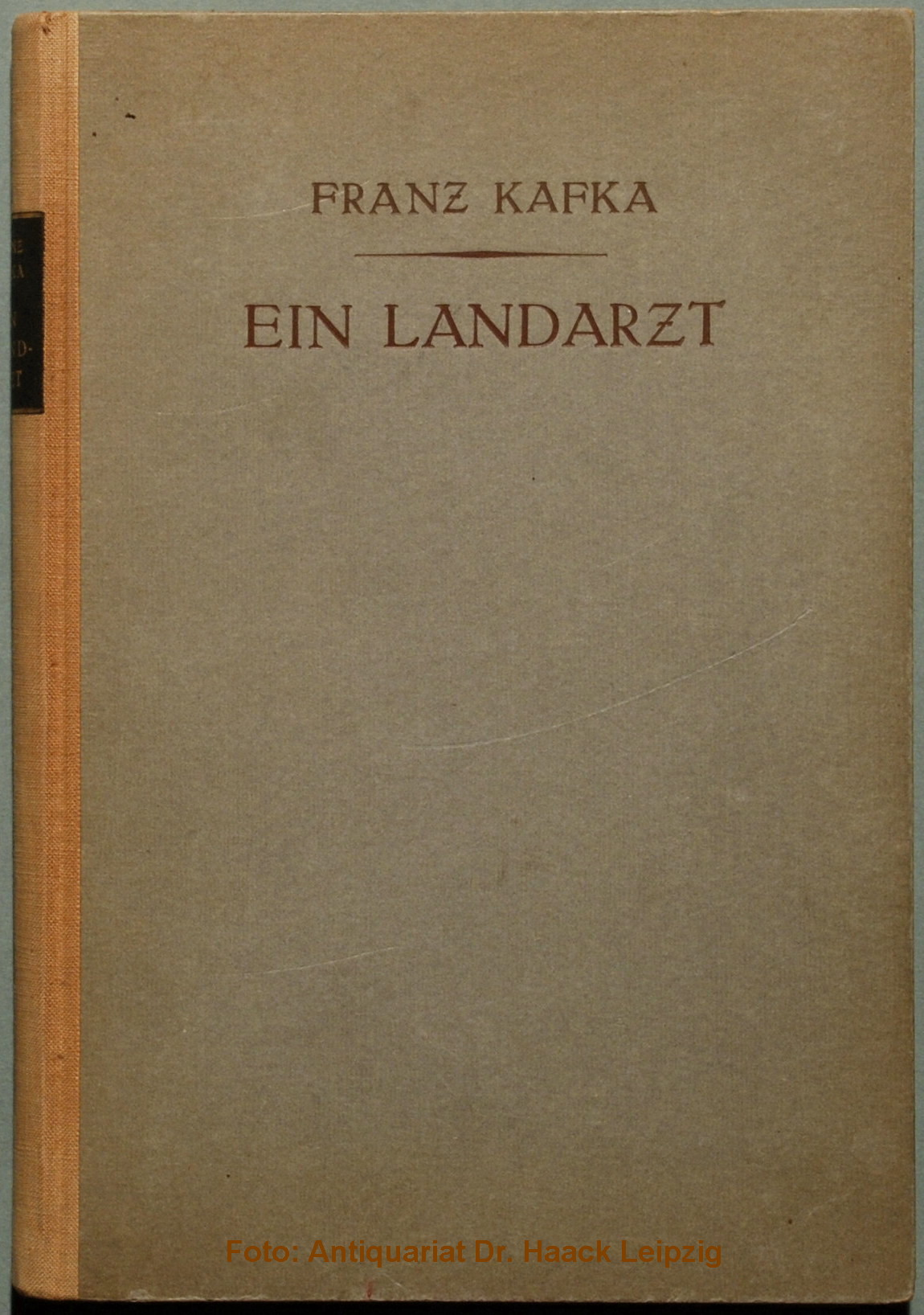
Povestirea a fost publicată în volumul Ein Landarzt: Kleine Erzählungen (Kurt Wolff Verlag, München/Leipzig, 1919).

Data precisă a scrierii povestirii „Un vis” nu este cunoscută, din moment ce manuscrisul original nu s-a păstrat, și a devenit un subiect de discuții între cercetătorii operei lui Kafka. Cercetătorii care susțin că povestirea urma să facă parte din romanul Procesul (precum Fred Lönker de la Universitatea din Freiburg și Juliane Blanke de la Universitatea din Saarland) datează scrierea ei în ultimele luni ale anului 1914 când Kafka lucra intens la elaborarea romanului; cu toate acestea, secvența visului nu apare în manuscrisul romanului și nici nu se potrivește cu vreunul dintre episoadele romanului.
O diferență între povestire și roman privește perspectiva din care sunt relatate faptele: „Un vis” este scrisă la persoana a III-a, din perspectiva unui narator omniscient, în timp ce Procesul are o narațiune mai subiectivă, cu o perspectivă a naratorului mai apropiată de perspectiva protagonistului. Aceste deosebiri i-au determinat pe editorii Kritische Ausgabe (Ediția critică) a operei lui Kafka să dateze scrierea povestirii în primăvara anului 1916, ținând cont și de faptul că autorul a menționat-o pentru prima dată abia în mai 1916. Perspectiva naratorului omniscient apare în povestirile scrise de Kafka în anii 1916 și 1917, care au fost publicate în volumul Ein Landarzt: Kleine Erzählungen (München/Leipzig, 1919). Prietenul autorului, Max Brod, a încercat să-l convingă pe editorul evreu Martin Buber să publice această proză scurtă ca o mostră de gândire evreiască în revistele evreiești din Praga.
Povestirea a apărut pentru prima dată în decembrie 1916 în antologia colectivă Das jüdische Prag („Praga evreiască”, avea înscrisă pe copertă anul 1917), publicată de editorii ziarului săptămânal sionist Selbstwehr pentru a obține fonduri. Acea antologie mai conținea scrieri ale lui Theodor Herzl, Martin Buber, Nathan Birnbaum, Max Brod, Paul Kornfeld, Ernst Weiß și Oskar Baum. Publicată într-o antologie sionistă, povestirea lui Kafka avea puține urme de gândire iudaică, cu excepția senzației de alienare și a lipsei direcției spirituale a lui Josef K., în schimb eseul „Zum Problem der Gemeinschaft” („Despre problema comunității”) al lui Max Brod prefigura o linie esențială în critica sa ulterioară a operei lui Kafka, fiind precedat de dictonul talmudic „Schließe dich nicht aus der Gemeinschaft aus” („nu vă autoexcludeți din comunitate”), și anticipa studiul Franz Kafkas Glauben und Lehre (Credința și învățăturile lui Franz Kafka) din 1948.
A mai fost publicată ulterior încă de trei ori pe parcursul vieții lui Kafka: în Almanach der Neuen Jugend auf das Jahr 1917 (Berlin, 1917, pp. 172-174), în cotidianul Prager Tagblatt (Praga, 6 ianuarie 1917) și, în cele din urmă, în volumul Ein Landarzt: Kleine Erzählungen (Kurt Wolff Verlag, München/Leipzig, 1919). Ținând cont de faptul că povestirea a fost publicată de patru ori pe parcursul vieții lui Kafka, criticii au emis ipoteza că autorul ei o considera o compoziție literară de succes.

## Analiza textului și interpretări
Există mai multe idei pentru clasificarea acestei povestiri onirice: potrivit lui Peter-André Alt ea a fost scrisă în contextul elaborării romanului Procesul, fiind folosit personajul principal de acolo, Josef K., dar rămânând totuși o narațiune de sine stătătoare. Potrivit editorului Christian Eschweiler, care a alcătuit în 2009 o ediție reorganizată, completată și explicată a romanului, povestirea este un fragment nou care urma să fie inclus în versiunea finală a Procesului. Eschweiler considera că secvența visului lui Josef K. este un punct culminant al romanului. Kafka nu oferise niciun indiciu cu privire la ordinea capitolelor, astfel că prima ediție a romanului alcătuită de Max Brod în 1925 este doar o „încercare de construcție” incompletă, deoarece Max Brod scria în postfața la prima ediție că „Franz Kafka considera că romanul este neterminat”.
Ca și în roman, acest vis pare să aibă un sfârșit fatal pentru Josef K. Dar K. nu este afectat negativ nici în vis, nici după ce s-a trezit, de presupusul său sfârșit în mormânt. Această corelație face ca povestirea să apară de fapt ca un element posibil al Procesului: pe de o parte, pedantul și iubitorul de ordine K. îi permite presupusului artist să-și desfășoare activitatea și să-și încheie misiunea; pe de altă parte, destinul său se împlinește, de asemenea, sub ochii lui K., când vede că inscripția cu litere aurite, pure și frumoase, continuă cu numele său scris cu „imense arabescuri încrustate”.
Cimitirul localității, care este asociat cu un loc întunecat, are aici o imagine mai puțin înfricoșătoare. Clopotul capelei cimitirului care bate amenințător se oprește brusc la un semn al artistului. Peisajul este descris, în general, prin cuvinte ce au o conotație pozitivă, cum ar fi „zi frumoasă”, „mare entuziasm”, „încântat”. De asemenea, descrierea elementelor ireale ale visului este plină de o dinamică vitală: alunecarea „ca luat de iureșul unui curent năvalnic” către movila ispititoare, aruncarea pietrei funerare la pământ, scrierea cu un „creion obișnuit” a unor litere aurite pe piatra de mormânt, afundarea lui K. în mormânt, „răsturnat pe spate de o pală ușoară de vânt”.
Narațiunea poate fi înțeleasă ca un autoportret al lui Kafka, care era un autor marcat de profunzimea senzațiilor nocturne, trăind printre cărți și fiind detașat de viața reală. Scrierile sale evocă un mediu al tristeței, melancoliei și morții, care nu creează nici o prezență umană, ci doar abordează neliniștile ființei. Conform acestei interpretări, scrisul și blocajul scriitoricesc ar fi tema reală a acestei povestiri; pe parcursul activității sale literare Kafka s-ar fi confruntat cu problema majoră a blocajului scriitoricesc. Operele sale literare au fost dezvoltate adesea din vise și din imaginații melancolice nocturne, care i-au afectat voința și capacitățile intelectuale.
Judecând totuși povestirea în contextul romanului Procesul, este clar că Josef K. – la fel ca în situația tuturor celorlalte întâlniri – analizează sensul întâmplărilor prin care trece, găsind semnificații noi, și că dorința de a muri trebuie înțeleasă pe fundalul chestiunii vinovăției ridicate deja odată cu prima frază a romanului: prin moartea sa K. ar fi întrerupt Procesul, găsind o rezolvare extrem de subiectivă la această chestiune. Personajul își împinge dorința la limita extremă, dorind pur și simplu nimicul. El este înghițit de abisul fără margini, lăsând în urma sa un singur semn: numele său, gravat cu litere de aur pe piatra funerară. Nihilismul acestei parabole era prea distructiv, iar Kafka l-a diluat prin prezentarea sa sub forma unui vis. Deci, blocajul scriitoricesc al artistului s-ar fi datorat numai faptului că îi lipseau condițiile adecvate de bază pentru a putea crea și că moartea era un subiect tabu pe care îi venea dificil să-l abordeze.

## Aprecieri critice
Scriitorul și jurnalistul Max Brod, prietenul apropiat al lui Kafka, a încercat să-l convingă pe editorul Martin Buber să publice povestirea „Un vis” ca o mostră de gândire evreiască în revistele evreiești din Praga. Deși povestirea a fost publicată în cele din urmă în săptămânalul sionist Selbstwehr din Praga ea conținea puține urme de gândire iudaică, cu excepția senzației de alienare și a lipsei direcției spirituale a lui Josef K. Această opinie a fost susținută de biograful german Reiner Stach care a scris următoarele: „dacă se ține cont de cuvintele lui Brod, atunci s-ar fi putut ilustra prin visul lui Kafka în cel mai bun caz opusul gândirii evreiești și anume creșterea suprarealistă a narcisismului, care nu poate salva nicio comunitate de la autodistrugerea dorită”.
Criticii literari au scos în evidență înstrăinarea socială a autorului, care considera că lumea funcționează într-un mod haotic, arbitrar, iar ființa umană nu mai avea un sentiment de siguranță într-un univers golit de prezența divină. Existența omului i se părea sterilă, lipsită de sens, iar arta devenea doar un mijloc de exprimare a neliniștilor. Autorul își examina mereu viața, simțindu-se nerealizat: „Trebuie să fiu mult singur. Ceea ce am realizat este consecința existenței singuratice. Urăsc tot ce nu se referă la literatură”, scria el.
Este cunoscut interesul deosebit lui Kafka pentru teoria psihanalizei din cauza fascinației sale față de vise. Mergând în continuarea acestei idei, profesoara Bettina von Jagow de la Universitatea din Erfurt considera că „visul servește drept cadru pentru o poveste în care paradigma visului, a scrisului și a morții se reflectă asupra condițiilor creației artistice”. Visul lui Josef K. este un vis simbolic al morții, o formă drastică de autopedepsire a personajului.

## Traducere
Povestirea „Un vis” a fost tradusă în mai multe limbi străine: franceză („Un rêve”, în vol. La Métamorphose, editura Gallimard, Paris, 1938; traducere de Alexandre Vialatte), suedeză („Sex Prosastycken”, în revista Bonniers Litterära Magasin, Stockholm, anul VII (1938), pp. 260-267; traducere de Margit Abenius), engleză („A Dream”, în vol. The Penal Colony: Stories and Short Pieces, Schocken Books, New York, 1948; traducere de Edwin și Willa Muir), coreeană („Gum”, în vol. Dong-Seng/Byonshin/Jip/Shi-Gol-Eui-Sa, Bum-Han-Chulpansa, Seul, 1984, pp. 30-32; traducere de Myung Yeol Chi), poloneză („Sen”, în revista Literatura na Świecie, Varșovia, nr. 2 (187), februarie 1987, pp. 30-32; traducere de Anna Wołkowicz), lituaniană („Sapnas”, traducere de J.K.; o altă traducere a fost realizată de Saulius Keturakis și publicată în 1990 în ziarul Tėviškės žinios din Kaunas), rusă („Son”, în vol. Zamok. Roman, rasskazî, pritci, RIF, Moscova, 1991; traducere de Revekka Galperina; o altă traducere a fost efectuată de Iuri Arhipov și publicată în 2011 în vol. Labirint, tipărit de editura Azbuka din Sankt Peterburg-Moscova) etc.
Prima traducere în limba română a povestirii „Un vis” a fost realizată de Angela Tudorii și publicată în anul 1987 în antologia de proză fantastică Trenul de noapte, tipărită de Editura ASTRA din Brașov. O altă traducere a fost efectuată de Mircea Ivănescu și a fost publicată în anul 1996 în volumul Opere complete 1. Proză scurtă, tipărit de Editura Univers din București.

## Legături externe
- Lucrări referitoare la Un vis aflate la Wikisursă
- de Textul integral al povestirii
- de Un vis – textul povestirii rostit de Hans-Jörg Große
- de Un vis – rostit de Patrick Imhof într-un audiobook gratuit